# 대한불교법상종
대한불교 법상종(大韓佛敎法相宗)은 1970년 2월 20일 충청남도 논산군 두마면 부남리 922 소재 불암사(佛岩寺)에서 전영동(全英東)사에 의해 창종되었으며 미륵 · 정토사상계(彌勒 · 淨土思想系)에 속한 한국불교의 한 종파이다.
미륵불을 본존불로, 진표율사를 종조로, 《점찰선악경(占察善惡經)》·《미륵상하경》·《음부경(陰符經)》을 소의경전으로 삼는다.
종지(宗旨)는 입상불인 미륵존불의 정신을 이어 받아 미륵십선도(彌勒十善道)의 교리로 속세풍진과 이타공익을 위한 수도입덕으로서 인간생활의 유기적인 상관성 및 부합성을 가지고 국가사회를 위하고 우주 일가를 이루어 지상낙토를 건설함에 있다.
1969년 3월 15일 대한불교 법상종 포교원을 설립하였고, 1970년 2월 20일 창종 및 등록하였다. 초대 종정 전영동사가 1971년 입적한 후 공백상태였다가 1973년 2월 17일 종무회의를 소집, 송인숙(宋仁淑) 스님이 2대 종정에 추대되었다.
기구조직은 종정 밑에 운정(運正: 부종정) 2인이 있고 행정기관인 총무원과 도정(都正:원장) · 포정(布正: 차장)과 5부, 감찰기관인 감찰원에 교정(敎正: 원장) · 심정(부원장) 및 3부가 있으며, 교학기구로는 교리연구원이 있다.
의식이나 수행하는 방법 등에 있어서 근래에 와서 체제를 정비하고 미륵홍포운동을 전개하고 있다.
문화사업으로 무격분과(역서인)위원회가 1972년 2월 설립되었다.